# Championnat d'Islande de football 1917
Navigation
Saison précédente Saison suivante
La saison 1917 du Championnat d'Islande de football était la 5e édition de la première division islandaise.
3 clubs de Reykjavik participent au championnat. C'est le club de Fram Reykjavík qui remporte le championnat, c'est son 5e titre, le 5e d'affilée.

## Les 3 clubs participants
- KR Reykjavik
- Fram Reykjavik
- Valur Reykjavík

## Compétition

### Classement
Le barème de points servant à établir le classement se décompose ainsi :
- Victoire : 2 points
- Match nul : 1 point
- Défaite : 0 point

| Rang | Équipe           | Pts | J | G | N | P | Bp | Bc | Diff |
| ---- | ---------------- | --- | - | - | - | - | -- | -- | ---- |
| 1    | Fram Reykjavik T | 4   | 2 | 2 | 2 | 0 | 7  | 5  | +2   |
| 2    | KR Reykjavik     | 2   | 2 | 1 | 0 | 1 | 5  | 5  | 0    |
| 3    | Valur Reykjavík  | 0   | 2 | 0 | 0 | 2 | 3  | 5  | -2   |

|  | Champion d'Islande 1917 |

### Matchs
Tous les matchs ont eu lieu au stade de Melavöllur à Reykjavik.
| Résultats (▼dom., ►ext.)                                   | Fra | KR  | Val |
| Fram Reykjavik                                             |     | 4-3 | 3-2 |
| KR Reykjavik                                               |     |     | 2-1 |
| Valur Reykjavík                                            |     |     |     |
| - Victoire à domicile - Match nul - Victoire à l'extérieur |     |     |     |

## Bilan de la saison
| Tableau d'Honneur                 |                |
| Compétition                       | Vainqueur      |
| Championnat d'Islande de football | Fram Reykjavik |